# Стурфельт, Мартин
Мартин Стурфельт (швед. Martin Sturfält; род. 1979, Катринехольм) — шведский пианист.
Окончил Королевский музыкальный колледж в Стокгольме и Гилдхоллскую школу музыки в Лондоне; ученик, в частности, Ронана О’Хоры. Лауреат нескольких пианистических конкурсов в Швеции и Великобритании. Концертирует с одиннадцатилетнего возраста.
Международное признание завоевал преимущественно как популяризатор шведской музыки — прежде всего, сочинений Вильгельма Стенхаммара (помимо прочего, Стурфельт подготовил к изданию ранее не опубликованную Сонату соль минор) и Адольфа Виклунда; альбомы с произведениями каждого в исполнении Стурфельта вышли на Hyperion Records.
Работал с такими дирижёрами, как Марк Элдер, Эндрю Манце, Василий Синайский, Александр Ведерников. Известен также многолетними выступлениями в составе дуэтов: с пианистом Оскаром Экбергом и с виолончелисткой Мари Маклауд.